# Света Параскева (Скребатно)
Вижте пояснителната страница за други значения на Света Параскева.
„Света Параскева“ е българска възрожденска църква в неврокопското село Скребатно, България, част от Неврокопска епархия на Българската православна църква. Обявена е за паметник на културата.

## Архитектура
Храмът е построен в 1835 година. В архитектурно отношение представлява типичната за епохата трикорабна псевдобазилика с женска църква. През 70-те години на XX век е пристроена камбанария. Камбаната е излята в 1898 година и е дело на видните възрожденски майстори от Горно Броди Братя Алексови.

## Интериор
В интериора таваните са дървени и апликирани с медальони. Колонадата разделяща корабите е изписана. Оригиналният иконостас е бил дъсчен, а иконите са примитиви с линеарен стил. Зографът на храма е неизвестен като стилът му е индивидуален и експресивен. Царските двери, венчилката и кивория са украсени с плитка резба.